# آنتونیو نری
آنتونیو نری (ایتالیایی: Antonio Neri؛ زاده ۲۹ فوریهٔ ۱۵۷۶ درگذشته ۷ مارس ۱۶۱۴) یک کشیش ایتالیایی اهل فلورانس بود.

## سنین جوانی و تحصیلات
پدر نری یک پزشک بود. وی در ۱۶۰۱ به مقام کشیشی رسید.